# Carlos Francisco Martins Pinheiro
Carlos Francisco Martins Pinheiro (Vila Praia de Âncora, Caminha, 30 de maio de 1925 — 4 de Junho 2010) foi Bispo-auxiliar de Braga.

## Biografia
Ordenado sacerdote em 8 de julho de 1951, Pinheiro foi nomeado bispo auxiliar da Arquidiocese de Braga em 16 de fevereiro de 1985 e foi ordenado bispo, da antiga Diocese de Dume, em 28 de abril de 1985. Aposentou-se em 10 de novembro de 2000.